# Le Fond du problème (roman)
 (avril 2021).
Si vous disposez d'ouvrages ou d'articles de référence ou si vous connaissez des sites web de qualité traitant du thème abordé ici, merci de compléter l'article en donnant les références utiles à sa vérifiabilité et en les liant à la section « Notes et références ».
Le Fond du problème (The Heart of the Matter) est un roman de l'écrivain britannique Graham Greene, paru en 1948. Il a reçu le James Tait Black Memorial Prize.
L'intrigue se déroule en Sierra Leone, pays dans lequel l'auteur avait travaillé pour le Secret Intelligence Service pendant la Seconde Guerre mondiale. Le Fond du problème décrit l'évolution morale du personnage principal, Scobie, un officier de police, pris entre son affection pour sa femme, Louise, son attachement au catholicisme et sa relation amoureuse avec une jeune femme, Helen ; il finit par se suicider. 
George More O'Ferrall a tourné une adaptation cinématographique de ce roman en 1953, également intitulée Le Fond du problème.

## Résumé
L’action se déroule en 1942 en Sierra Leone, alors colonie britannique. Henry Scobie est un officier de police catholique entre deux âges, qui s’ennuie entre son épouse, Louise, une intellectuelle qu’il n’aime plus, son métier routinier et l’ambiance étouffante de la capitale (Freetown, mais qui n’est jamais nommée dans le livre) où il évolue dans un cercle réduit à quelques fonctionnaires coloniaux étriqués. L’action débute avec l’arrivée dans la Colonie d’Edward Wilson, officiellement comptable dans une compagnie privée, mais dont on découvrira par la suite qu’il est un agent du gouvernement occupé à la lutte contre la contrebande de diamants. Ce sujet obsède les autorités, qui craignent l’envoi en fraude de diamants industriels vers l’Allemagne, et fouillent tous les navires qui relâchent dans le port. 	
Scobie se débat avec sa conscience. Il se détache de sa femme et remue le souvenir de la petite fille qu’ils ont perdue quelques années auparavant, alors qu’elle était en Angleterre avec sa mère, de sorte que Scobie n’a pas assisté à la mort de sa fille, ce qui le hante. Il assure son service de manière désinvolte, et joue une partie trouble avec les commerçants syriens de la capitale, Tallitt et Yusef, qui sont en rivalité et s’accusent mutuellement de contrebande. Déçu par le refus d’une promotion qui aurait fait de lui le chef de la police, et cédant à sa femme Louise, qui le pousse à partir pour l’Afrique du Sud, il accepte un prêt de la part de Yusef, ce qui lui permet de payer le passage de Louise vers Le Cap. Louise une fois partie, un drame se déclare. Parmi les naufragés d’un navire torpillé par un sous-marin allemand figure une jeune femme, Helen, dont il tombe rapidement amoureux. Scobie vit avec elle un amour non dénué de sentiments paternels quand un télégramme lui apprend le retour prochain de Louise. Après avoir accueilli son épouse à la descente du bateau, Scobie tente de rompre avec Helen, mais n’y parvient pas. Il éprouve un drame intérieur de plus en plus violent, alors que Wilson se déclare maladroitement à Louise, qui le repousse, et que, par dépit, il l’informe des bruits qui courent sur Scobie et Helen. Incité par Louise, qui l’ignore, à venir à la Messe avec elle, pour retrouver une paix intérieure qui lui fait défaut, il communie en état de péché mortel. 
Menacé de chantage par Yusef, qui a intercepté une lettre d’amour qu’il avait déposée sur le perron de la maison d’Helen pendant l’absence de Louise, Scobie se compromet et remet au capitaine d’un bateau portugais de passage un mystérieux paquet qui lui a été remis par Yusef. Alors que sa santé décline, et qu’il est de plus en plus affecté par le remords, Scobie apprend de la bouche du directeur de la Sûreté que la promotion qui lui avait été refusée lui est finalement accordée, et qu’il deviendra Chef de la police au départ de son supérieur. Cette nouvelle le laisse indifférent, et il songe à se retirer quand il reçoit un soir un cadeau de la part de Yusef, qui lui fait parvenir un diamant. Désireux de tirer cette affaire au clair, il attire maladroitement l’attention sur cet incident de son boy Ali, qu’il connaît depuis son arrivée dans la colonie il y a quinze ans. Allant rencontrer de nuit Yusef dans son bureau sur le port, il croise Wilson, qui l’épie et lui avoue véhémentement son amour pour Louise. Scobie rend son diamant au Syrien, mais lui indique qu’Ali l’a surpris. Yusef propose de discuter avec Ali et l’envoie chercher, mais Ali est tué en chemin.	
Convaincu de souffrir d’une angine de poitrine, Scobie, ne voulant pas trancher le dilemme de la relation qu’il entretient avec sa femme et sa maîtresse, envisage le suicide, mais y renonce après une conversation avec Dieu, une voix intérieure lui reprochant son abandon. 	
Alors que son mal s’aggrave, il fait savoir au directeur de la Police qu’il renonce à sa succession et qu’il prend sa retraite. Il annonce à Helen qu’ils doivent rompre, et se rend à l’église pour y converser avec Dieu, en concluant qu’il est dans une impasse insoluble avec sa conscience. Rentré chez lui, après une ultime conversation faussement détendue avec Louise, il se suicide en absorbant une forte dose de médicaments. 	
Le livre se conclut sur la double trahison d’Helen, dont le tempérament frivole est mis en lumière par la nouvelle relation qu’elle entreprend avec un officier aviateur qui lui faisait la cour depuis son arrivée, et de Louise, qui accepte (chastement pour le moment) les assiduités de Wilson. Louise a un dernier entretien avec le Père Rank, curé de la paroisse, et lui déclare que son mari n’aimait que Dieu.

## La psychologie des personnages traduit les thèmes chers à Graham Greene
On y retrouve tous les thèmes chers à l'auteur, depuis son premier roman L'Homme et lui-même (en) : le rapport avec la religion catholique, la culpabilité, la souffrance intérieure, le sentiment du péché, l’amour impossible. 	Scobie est un être double : il exerce ses fonctions de policier de manière ambiguë, trompe sa femme assez peu de temps après son départ pour le Cap, et poursuit cette relation après le retour de celle-ci. Dans le même temps, il éprouve de la compassion pour une petite fille, sauvée du naufrage de son bateau torpillé, mais qui ne survivra pas plus de quelques jours, parce qu’elle lui rappelle son propre enfant, et il est rongé par la perception de son déclassement et du péché. Il souffre de ne pouvoir faire le bonheur des autres, en particulier des deux femmes qu’il croit aimer, et il éprouve du dégoût de lui-même. 	La duplicité des personnages est d’ailleurs partagée par les principaux protagonistes. Louise Scobie est à la fois une intellectuelle, aimant les livres, éprise de poésie, dans une ville où elle se heurte à la société médiocre des colons, et une petite bourgeoise, qui stimule l’ambition de son époux, lequel en est totalement dépourvu, et évoque avec celui-ci leur avenir dans une petite maison en Angleterre après leur retraite. Wilson est un agent gouvernemental camouflé en employé d’une maison coloniale, ce qui constitue une première forme de duplicité. Il commet une deuxième imposture en se présentant comme un poète éthéré (il envoie à la revue de son école en Angleterre un poème dédié à Louise, et le lui montre), alors qu’il peut être animé de sentiments assez bas, comme le montrent sa visite au bordel et sa jalousie maladive.

## L'ambiance du livre
Le climat du livre est oppressant : la guerre n’apparaît pas directement, mais elle est présente par le torpillage du bateau, le couvre-feu, la crainte d’une invasion des Français de Vichy. Le climat tropical est dévastateur (chaleur de plomb, plaies qui s’infectent si elles ne sont pas soignées immédiatement, malaise évident des personnages, présence d’animaux repoussants). La mort est omniprésente. La maladie de Scobie, celle de son banquier, qui se croyait immunisé par la pratique ridicule de la gymnastique, la mort violente d’Ali, celle de rescapés du naufrage, sont des signes de fatalité causant à chaque fois un trouble intense pour le personnage principal. 

## La question centrale: Dieu
Le fond du problème, c’est la relation de Scobie, catholique torturé, avec son Créateur. Scobie a été croyant par le passé, et il vit avec une épouse très pratiquante, qui tente de l’entraîner à la Messe à chaque occasion. Les remords qui affectent Scobie ne le détournent pas du chemin sinueux qui est désormais le sien. Il y circule par glissements successifs, qui sont autant de concessions à la facilité. Des bruits circulent en ville sur son comportement envers les Syriens, sans fondement au début. Tout en refusant les cadeaux qui lui sont offerts, il prend prétexte de ces bruits pour négocier avec Yusef un prêt, que sa banque lui a refusé, dans le but de  payer le billet de bateau de Louise, puis, soumis au chantage de Yusef, il va encore plus loin et fait passer un paquet de diamants de contrebande pour celui-ci. Alors qu’il n’éprouve au départ que de la tendresse pour Helen, à peine sortie de l’enfance, sur son lit d’hôpital après le naufrage, il cède rapidement à la tentation et noue avec elle un adultère. 	Scobie tente de se reprendre en abordant directement la question avec Dieu dans des conversations où il « discute » avec une voix intérieure. Il déclare qu’il est indigne de vivre, car il éprouve du chagrin par la déception qu’il cause à Dieu. Il tente aussi de fuir la Communion, réalisant qu’il est aux yeux de l’Eglise, en état de péché mortel, mais il ne peut éviter de la recevoir une fois. Il est conscient de son imposture, et éprouve sa solitude à l’église pendant la Communion, à laquelle il ne participe pas cette fois-ci : « là-bas, à l’endroit où tous ces gens étaient agenouillés, s’étendait une contrée dans laquelle il ne retournerait jamais » (page 289). 	
Scobie repousse la solution que lui propose sa voix intérieure, vivre, pour déclarer à Dieu qu’il ne peut continuer « à l’insulter sur ses propres autels » (page 356). Cohérent avec lui-même, il choisit le suicide comme solution à ce qu’il présente comme une impasse, alors qu’en tant que catholique, il sait qu’il va commettre un péché entrainant sa damnation. Ce geste est également une réhabilitation envers Dieu, comme le montre la scène où il se penche sur le corps de son boy Ali, qui vient d’être tué sur l’ordre de Yusef, avec la résignation tacite de Scobie. Trouvant près d’Ali le chapelet brisé qu’il lui avait remis pour authentifier son appel, ce qui aggrave son sentiment de trahison, Scobie répond à un de ses policiers : « je l’aimais », ce qui s’adresse en fait à Dieu, et non à Ali (page 340). 	Seule Louise, discutant avec le Père Rank après la mort de Scobie, a compris la relation particulière de son mari avec la divinité, lorsqu’elle déclare au prêtre : « il n’aimait assurément personne d’autre » (page 374). On pourrait presque en conclure qu’en réalité, à travers Dieu, Scobie n’aime que lui-même. (interprétation fantaisiste, c'est tout le contraire)

## Intertextualité
Le personnage de Scobie est utilisé par Shaun Seward, personnage du roman Salone, de Laurent LD Bonnet comme référence d'une pensée pouvant légitimer la vengeance (p 233) : Un homme a le droit de se venger, même un peu. La vengeance est excellente pour le caractère ; d’elle naît le pardon !

## Sources
Les citations renvoient à l’édition chez 10/18, dans la traduction de Marcelle Sibon, parue chez Robert Laffont en 1949.